# Николай Костер-Валдау
Николай Костер-Валдау (на датски: Nikolaj Coster-Waldau) е датски театрален и филмов актьор, продуцент и сценарист. Номиниран е за награди „Сатурн“, „Сателит“, „Бодил“, „Изборът на публиката“ и награда на „Гилдията на киноактьорите“. Известни филми с негово участие са „Блек Хоук“, „Небесно царство“, „Защитна стена“, „Ловци на глави“, „Забвение“ и сериалите „Новият Амстердам“ и „Игра на тронове“. През 2011 г. сайтът BuddyTV го поставя на 85 място в класацията си „100-те най-сексапилни мъже“.

## Биография
Николай Костер-Валдау е роден на 27 юли 1970 г. в Рудкьобинг, Дания в семейството на Фрицер Валдау (Fritzer Waldau) и Хане Сьоборг Костер (Hanne Søborg Coster). Баща му работи в Гренландия, а майка му е библиотекарка. Николай има две по-възрастни сестри, родителите му се развеждат, след което той и сестрите му са отгледани предимно от майка си. В периода 1989 – 1993 г. учи актьорско майсторство в Националната театрална школа в Копенхаген.
През 1998 г. се жени за гренландската певица, актриса и бивша „Мис Гренландия“ Нукака Моцфелд (Nukâka Motzfeldt). Николай и Нукака имат две дъщери, понастоящем семейството им живее в Дания.

## Кариера
Театралният му дебют е с ролята на Лаерт в „Хамлет“ в театър „Бети Нансен“. Известност в родината си получава през 1994 г. след ролята му в датския филм „Нощна стража“. След това участва в множество кино и телевизионни (предимно скандинавски) европейски продукции.
Кариерата му в Холивуд започва през 2001 г. с участието му във филма „Блек Хоук“ на режисьора Ридли Скот. През същата година играе в британския филм „Енигма“ на режисьора Майкъл Аптед, с участието на Кейт Уинслет и Дъгрей Скот. През 2004 г. участва във филма „Уимбълдън“. През 2005 г. участва в „Небесно царство“, отново под режисурата на Ридли Скот, а през 2006 г. си партнира с Харисън Форд в „Защитна стена“. През 2008 г. изпълнява главна роля в сериала на Fox TV – „Новият Амстердам“.
От 2011 г. играе ролята на Сир Джайм Ланистър в сериала на HBO – „Игра на тронове“. Костер-Валдау казва за ролята си в сериала „Какво да не харесвам в Джайм? Като актьор не мога и да мечтая за по-добра роля“. През 2013 г. си партнира с Морган Фрийман и Том Круз във фантастичния трилър „Забвение“ и с Жулиет Бинош в драмата „Хиляда пъти лека нощ“.
През 2016 г. играе ролята на бог Хор във филма „Боговете на Египет“, в който си партнира с Джерард Бътлър (в ролята на бог Сет) и Брентън Туейтс (в ролята на обикновен смъртен, който се съюзява с бог Хор срещу бог Сет).

## Избрана филмография
- „Slaget på tasken“ (Тв филм, 1993)
- „Нощна стража“ (1994)
- „Блек Хоук“ (2001)
- „Енигма“ (2001)
- „Името ми е Модести: Приключението на Модести Блейз“ (2004)
- „Уимбълдън“ (2004)
- „Небесно царство“ (2005)
- „Защитна стена“ (2006)
- „Новият Амстердам“ (сериал, 2008)
- „Ловци на глави“ (2011)
- „Игра на тронове“ (сериал, 2011 – )
- „Мама“ (2013)
- „Забвение“ (2013)
- „Хиляда пъти лека нощ“ (2013)
- „Отмъщение по женски“ (2014)
- „Боговете на Египет“ (2016)